# Madelung-Deformität

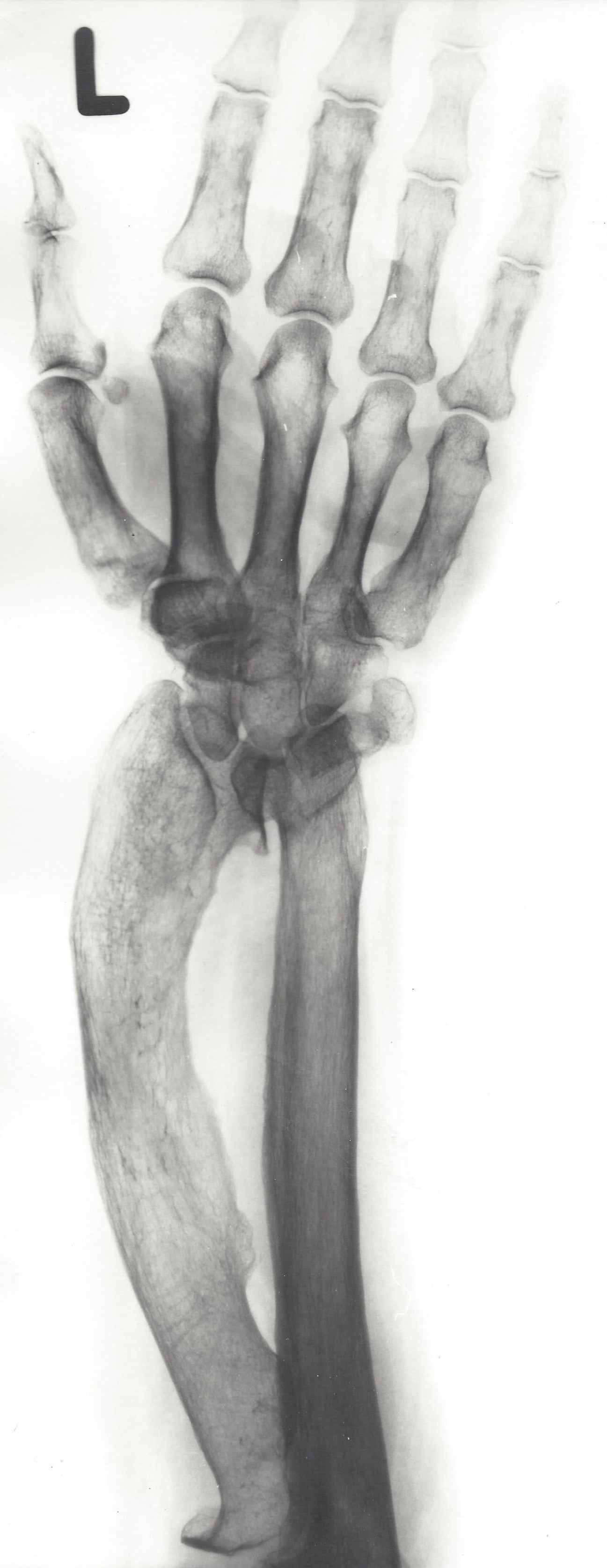
Madelung-Deformität

Die Madelung-Deformität ist eine Wachstumsstörung des Unterarms, die mit einer charakteristischen Fehlstellung einhergeht. Sie wurde erstmals umfassend 1878 von dem deutschen Chirurgen Otto Wilhelm Madelung beschrieben, nach dem auch die Madelungsche Handdeformität und der Madelungsche Fetthals benannt wurden. Allerdings gab es auch zuvor schon mindestens sechs Beschreibungen der Fehlstellung, u. a. von Guillaume Dupuytren.

## Pathogenese
Es handelt sich um eine Dysostose, die durch einen gestörten Ablauf der enchondralen Ossifikation bedingt ist. Im Laufe des Wachstums kommt es zu einem Zurückbleiben der distalen Radius-Metaphyse, vor allem an deren ulnarer und palmaren Seite, weshalb die Speiche nach volar und ulnar verbogen wächst. Dadurch wird die Ulna länger als der Radius.
Außerdem findet sich bei der idiopathischen Madelung-Deformität eine abnormale rigide Bandstruktur (Vickers-Band) zwischen proximaler Handwurzel und distalem Speichenende, die für eine Subluxationsstellung der proximalen Handwurzelreihe verantwortlich ist. Dieses bis zu 5–7 mm dicke Band wurde erstmals 1989 von Vickers und Nielsen beschrieben und findet sich bei fast allen idiopathischen Madelung-Deformitäten. Es entspringt in einer meist im Röntgenbild gut sichtbaren kleinen Grube an der volar-ulnaren Seite an der Speichen-Metaphyse und verläuft unter dem Musculus pronator quadratus zum Mondbein, wo es volar am ursprünglichen Ansatz des radiolunaren Bandes inseriert, sowie zum triangulären fibrokartilaginären Komplex zwischen Elle und Handwurzel. Das Band besteht aus fibrotischen, faserknorpeligen und hyalinen Knorpelstrukturen.
Die Enchondromatose kann zum Bild einer Madelung-Deformität führen.
Die idiopathische Madelung-Deformität ist sehr selten und macht weniger als 2 % aller kindlichen Handdeformitäten aus. In zwei von drei Fällen ist die Deformität an beiden Unterarmen zu finden. Mädchen bzw. Frauen sind etwa viermal häufiger betroffen. Oft findet sich eine familiäre Häufung, oft mit autosomal-dominantem Vererbungsmuster.
Die Madelung-Deformität findet sich gehäuft bei Mädchen mit Ullrich-Turner-Syndrom (Prävalenz 7,5 %).
Bei Patienten mit einer Dyschondrosteose Léri Weill findet sich fast immer eine Madelung-Deformität, hier ist die Ursache ein Defizit des SHOX-Proteins (short stature homeobox-containing gene), s. auch Mesomele Dysplasie Typ Langer, bei der weniger häufig vergleichbare Deformitäten vorliegen.

## Klinisches Erscheinungsbild

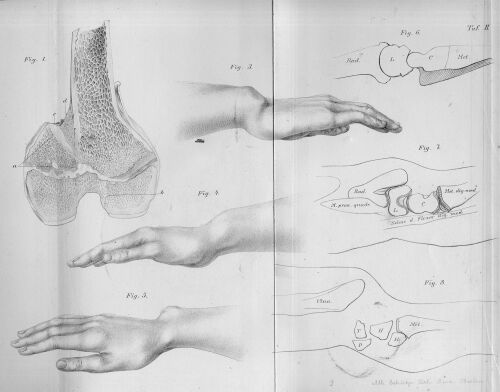
Originaldarstellung von Otto Madelung

Die Ulna ragt an der Dorsalseite des Handgelenks hervor und die Speiche ist weitbogig nach volar und ulnar verbogen. Dadurch kommt es zur sogenannten Bajonett-Fehlstellung der Hand mit Subluxation der Handwurzel.
Bei der Madelung-Deformität sind die Beweglichkeit des nach volar und radial abgekippten Handgelenkes und die Unterarmdrehbewegung in Supination und Pronation eingeschränkt. Die Dorsalextension und die Abduktion nach ulnar werden durch knöcherne Hemmung behindert.
Die Madelung-Deformität entsteht erst während des Jugendalters, sie ist im Kindesalter noch nicht vorhanden (obwohl sie oft als angeborene Deformität bezeichnet wird).
Beschwerden treten erst im späten Jugendalter auf, sie werden oft an der prominenten Elle angegeben, und sind meist belastungsabhängig. Teilweise führt auch nur die Fehlstellung ohne Beschwerden zur Diagnosestellung.
In Röntgenaufnahmen des Handgelenks zeigt sich eine starke Schiefstellung der distalen Radiusgelenkfläche, die nach ulnar und volar verkippt ist. Die Elle ist überlang (Ulna-plus-Variante) Der Spalt zwischen Speiche und Elle kann stark vergrößert sein und keilförmig aussehen (engl. chevron carpus) sein, so dass das Mondbein hineinrutscht und keilförmig verformt wird. Die übrigen Handwurzelknochen liegen subluxiert volarseitig. Sehr selten gibt es auch eine inverse Madelung-Deformität, bei der die Speiche nach dorsal statt volar verbogen ist und die proximale Handwurzelreihe handrückenseitig subluxiert.

## Therapie
Nach Wachstumsabschluss ist eine operative Therapie bei einer als behindernd empfundenen Bewegungseinschränkung und bei Schmerzen zu erwägen. Früher wurden Verkürzungen der Ulna durchgeführt, oder eine Operation nach Suave-Kapangi-Lowenstein mit distaler radioulnarer Arthrodese und distaler Ulnaosteotomie, inzwischen erfolgen aber im Wesentlichen eine Korrekturosteotomien des distalen Radius als Stelle der eigentlichen Deformität. Eine Ulna-Verkürzung wird nur noch bei ausgeprägter Überlänge der Ulna durchgeführt, und nur im Zusammenhang mit einer korrigierenden Radiusosteotomie.
Daneben hat sich als Standard durchgesetzt, auch das Vickers-Band zu durchtrennen, und vermutlich ist diese Durchtrennung der entscheidende Schritt, um ein schmerzfreies Handgelenk zu erhalten, während die Radiusosteotomie vorwiegend die Fehlstellung korrigiert. In der Technik nach Harley, die 2006 vorgestellt wurde, erfolgt dabei über einen vorderen (anterioren) Zugang eine metaphysäre bogenförmige Korrekturosteotomie, wodurch eine dreidimensionale Korrektur durch Verkippen des distalen Fragments möglich ist, zusammen mit einer Durchtrennung (release) des volaren Bandapparates. Die Osteotomie wird mit zwei radial eingeführten transkutanen Steinmann-Pins gehalten und der Arm für sechs Wochen im Oberarmgips ruhiggestellt.
Eine texanische Fallserie mit 19 in der Technik nach Harley operierten Patienten bzw. 31 operierten Handgelenken zeigte nach mittleren elf Jahren anhaltend gute bis exzellente Ergebnisse. Die verbliebene Verminderung der Unterarmdrehbewegung wird dabei durch eine vermehrte Drehung im Handgelenk selber, bedingt durch die vorhandene Gelenklaxizität, kompensiert und stellt selten ein Problem dar.
Die Operationen sollten in spezialisierten kinderhandchirurgischen Zentren erfolgen. Komplikationen eines Eingriffes sind selten, es wurde ein Karpaltunnelsyndrom und bei einer Korrektur einer inversen Madelung-Deformität eine Kompression des Nervus ulnaris beschrieben. Daneben kann es gerade bei jungen operierten Patienten zu einem Rezidiv kommen.
Besonders bei Kindern mit einer Léri-Weill-Dyschondrosteosis wird empfohlen, frühzeitig eine Epiphyseolyse nach Langenskjöld mit Fettgewebs-Interponat an der betroffenen ulnar-volaren Seite der distalen Radius-Wachstumsfuge mit Durchtrennung des Vickers-Bandes durchzuführen.
Bei der Madelung-Deformität wurde gelegentlich eine avaskuläre Osteonekrose des keilförmig deformierten Mondbeins (Lunatummalazie) beobachtet. Langfristig kann die Madelung-Deformität zu einer Arthrose des Handgelenks führen, wobei keine Studien zum Langzeitverlauf vorliegen.